# 朝鮮職業総同盟
朝鮮職業総同盟（ちょうせんしょくぎょうそうどうめい）は、1945年11月30日に結成された朝鮮民主主義人民共和国の労働者組織である。

## 概要
同盟員を社会主義建設と社会主義経済の管理運営に参加させる活動をおこなっている。傘下に産業別の組織がある。
労働組合でないのは、同国は自国が「社会主義国」であるとし、資本家階級が存在しないということになっているためで、労働者階級の階級闘争を担うのではなく、生産管理に参加させる労働者組織であるということである。2016年10月25日に開催された朝鮮職業総同盟第7回大会で、朝鮮職業総同盟中央委員会委員長に朱英吉を選出した。
また、2021年2月4日に開催された朝鮮職業総同盟中央委員会第7期第10回総会で、朱英吉が年齢上の理由から委員長を退任し、朴仁哲が委員長に就任した。